# Yggdrasil
Pour les articles homonymes, voir Yggdrasil (homonymie).
 (août 2016).

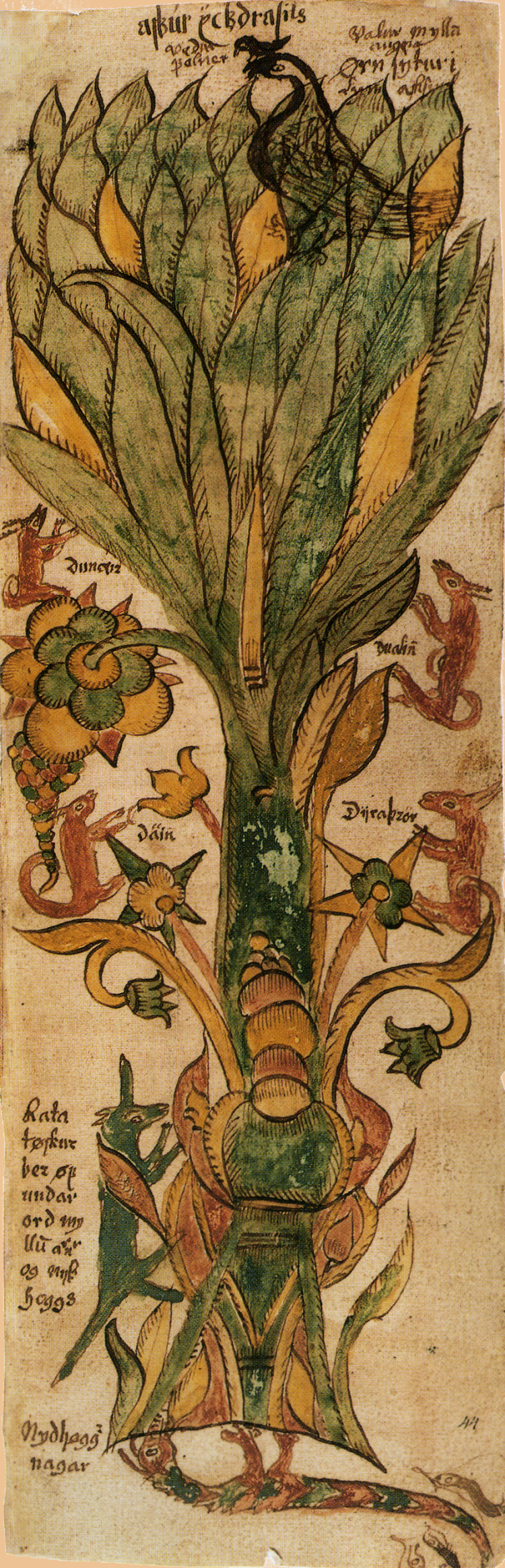
Yggdrasil l'Arbre-Monde, avec les animaux qui vivent sur lui ou en lui. Extrait du manuscrit islandais du XVIIe siècle "AM 738 4to" conservé à l’Árni Magnússon Institute d'Islande.

Yggdrasil ou Yggdrasill est l'Arbre Monde dans la mythologie nordique. Son nom signifie littéralement « cheval d'Ygg » ou « destrier du Redoutable », le Redoutable (Ygg) désignant le dieu Odin.
Sur lui reposent les neuf royaumes :
- Ásgard ou Asaheim, royaume des Ases ;
- Vanaheim, royaume des Vanes ;
- Álfheim, royaume des elfes clairs ou ljósálfar ;
- Midgard ou Mannheim, royaume du milieu, royaume des hommes ;
- Jötunheim, royaume des géants ;
- Svartalfheim, royaume des elfes sombres ou dökkalfars et parfois des nains ;
- Niflheim ou Nibelheim, royaume des Brumes et des Nibelungen ;
- Muspellheim, royaume du feu ;
- Helheim, royaume des morts, où résident les personnes mortes : les criminels, ainsi que les gens morts de maladie ou de vieillesse.

## Arbre des mondes
Il existe des variantes à cette répartition. Il existerait un autre royaume pour les nains, Nidavellir ; et, selon certains textes, Helheim et Niflheim ne feraient qu'un. En effet, on apprend dans l'Edda que Hel, fille de Loki hérita de la part d'Odin de Niflheim, royaume originel de la glace, où elle aurait bâti neuf grandes demeures. Niflheim et Helheim sont ainsi liés sous un seul et même nom: Niflhel. On trouve notamment ce nom dans l'épisode de la naissance de Sleipnir, lorsque Thor massacre le géant qui s'était fait passer pour maître ouvrier auprès des Ases pour obtenir la main de Freyja ainsi que le Soleil et la Lune : « bien plutôt, il lui refusa [Thor] l'entrée au Jötunheim car, au premier coup [de Mjölnir] qu'il lui asséna, il lui mit le crâne en miettes et l'envoya tout en bas, au-dessous de Niflhel. » Cependant, il est également possible que Helheim soit le royaume des morts mais dans ce cas, la traduction de Niflhel qui donne Hel Sombre (Nifl, étant associé à la brume) signifierait que ce royaume se trouve encore plus bas que Helheim.

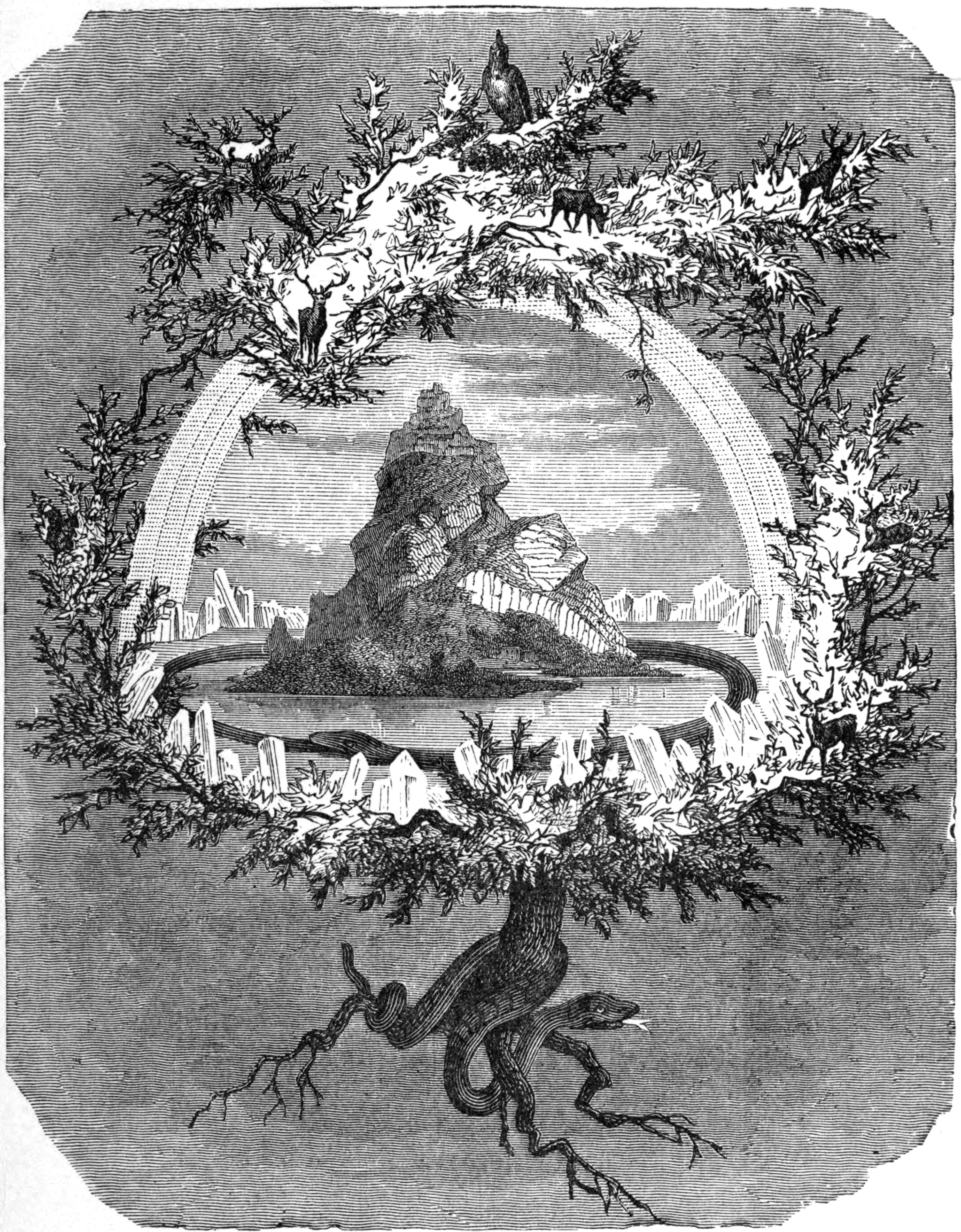
L'Arbre du Monde Yggdrasil (ici un frêne), et quelques-uns de ses habitants, gravure de Friedrich Wilhelm Heine (1845-1921), extraite de de Wilhelm Wägner (Londres, 1886, éd. : Swan Sonnenschein, Le Bas & Lowrey, p. 27).

Yggdrasil est représenté comme un immense If ou Frêne avec trois racines reliant trois mondes différents (Ásgard, Midgard et Niflheim). Un des kenning d'Yggdrasil est "le frêne sans aiguilles" qui amena une erreur de traduction et fit de l'arbre un frêne mais la théorie qu'il soit un if semble tout à fait plausible.
La première racine provient de la source de Hvergelmir, située en Niflheim. Un dragon, Nídhögg, garde jalousement cette source et ronge la racine. La deuxième naît dans la fontaine de Mímir, située en Jötunheim. Cette fontaine est censée contenir la source de toute sagesse. Elle est gardée par un géant et abrite la tête du dieu Mímir qui détient les secrets de l'univers. Enfin, la troisième racine provient du puits d'Urd, en Asgard, lequel puits est gardé par trois Nornes, de vieilles sorcières très sages et craintes par les dieux, car tissant la destinée, à laquelle même les dieux sont soumis.
Yggdrasil est aussi l'hôte d'autres personnages : Un aigle (ou selon les sources, un coq voire un faucon), Vidofnir (parfois présenté comme n'ayant pas de nom), est perché dans ses branches. La chèvre, Heidrun, vit près du sommet de l'Arbre, et se nourrit de ses feuilles. Les quatre cerfs, Dain, Duneyr, Durathror et Dvalin courent dans ses branches et se nourrissent également de son feuillage. Un cinquième cerf, Eikthyrnir, broute aussi les rameaux et de ses cornes ruisselle l’eau qui tombe dans Hvergelmir. Un écureuil, Ratatosk, court sans cesse dans l'Arbre, ne cessant de semer la discorde entre Nídhögg et Vidofnir. Finalement, à l'instar de son congénère, le dragon Moin s'ingénie à détruire l'Arbre.
Le frêne sacré, axe de l'univers, prit racine dans le corps d'Ymir et monta jusqu'au ciel après la création de Midgard (notre monde) à la périphérie de la terre par les Ases (les dieux principaux). La rosée du ciel qui tombe d'Yggdrasil, est parfois aussi associée au miellat, ce qui renforce l'identification au frêne, connu pour fournir un abondant miellat.
C'est en restant pendu à une branche d'Yggdrasil, percé d'une lance, durant neuf jours et neuf nuits qu'Odin découvrit le sens des runes.
Le nom de ces mondes se termine par le suffixe heimr (royaume, monde) ou parfois gardr (enclos).
Dans le deuxième cas, il existe toujours un lieu avec le même nom situé au centre du monde. Les recherches actuelles se basant sur les sources les plus anciennes suggèrent que les neuf royaumes avaient tous autrefois un nom en heim (Midgard étant alors appelé Mannheim et Asgard Godheimr). La confusion serait venue de certains auteurs confondant les lieux de certains mondes avec les mondes eux-mêmes.

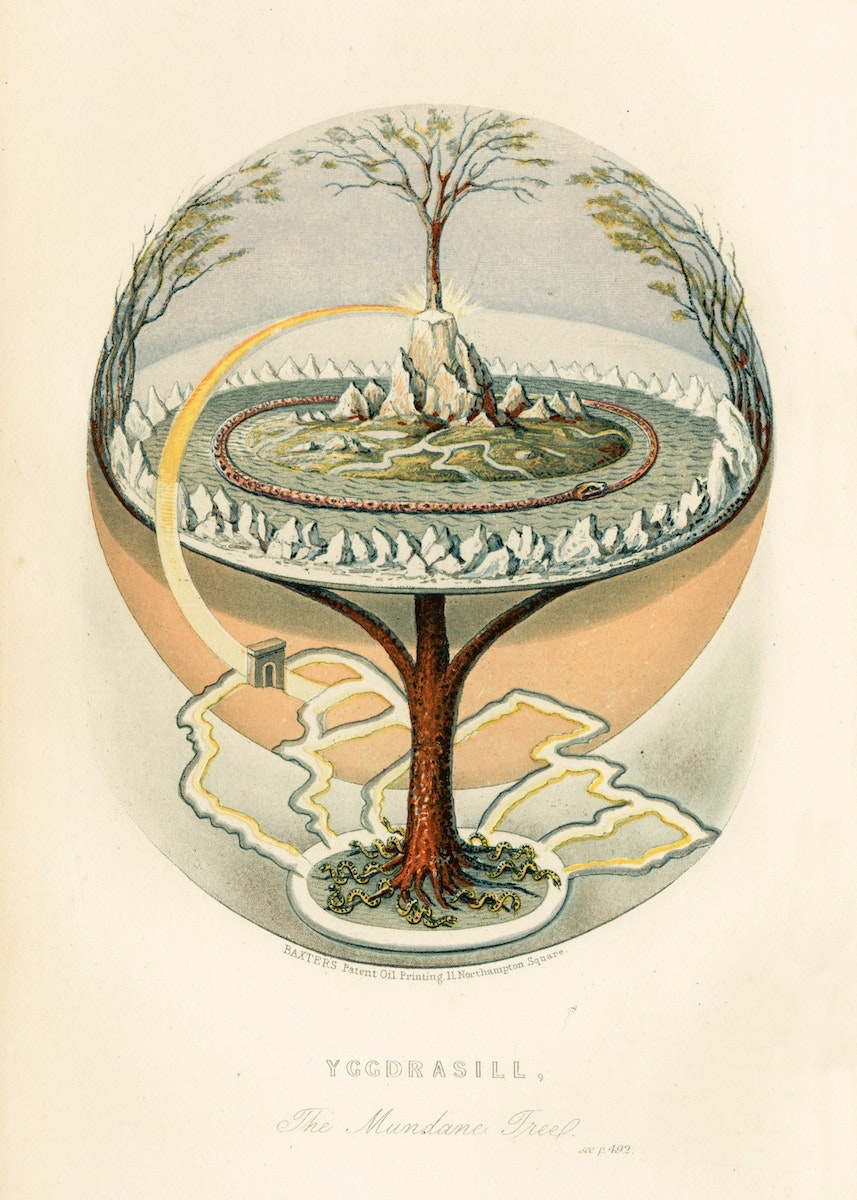
Yggdrasil, l'Arbre-Monde des Vikings et de la cosmogonie païenne nordique. Peinture attribuée à Oluf Bagge (1780-1836), dont gravure extraite d’une planche incluse dans la traduction en anglais de l’Edda en Prose par Oluf Olufsen Bagge lui-même (publiée en 1847). Texte sous l’image :.

À l'exception de Midgard (le monde des hommes, unique) qui représente l'équilibre, les huit autres royaumes peuvent être regroupés par paires de principes opposés :
| Royaume     | Royaume opposé | Opposition                    |
| ----------- | -------------- | ----------------------------- |
| Muspellheim | Niflheim       | feu, chaleur / Glace, froid   |
| Ásgard      | Helheim        | mort guerrière / mort profane |
| Vanaheim    | Jötunheim      | Création / Destruction        |
| Álfheim     | Svartalfheim   | Lumière / Obscurité           |

## Dans la culture populaire

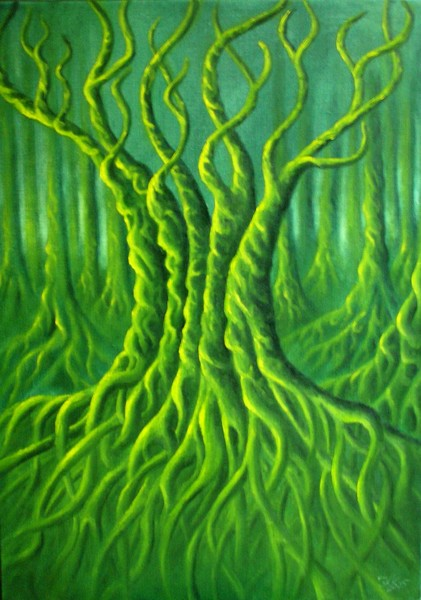
Yggdrasil, l'Arbre cosmique de la théogonie païenne, symbole de l'esprit universel du Divin qui imprègne toute la substance du cosmos. Tableau (2005) de Jeroen van Valkenburg. Ici, la vision de l’Arbre cosmique se transforme en forêt d’entités en interaction, comme un multivers connecté.

L'Arbre-Monde de la mythologie nordique apparaît à de très nombreuses reprises dans la culture populaire.